# ارل‌نشین چستر

سپر نظامی :نشان رسمی ارل‌نشین چستر (به شکل سه لباس یا دسته گندم)

ارل‌نشین چستر(به انگلیسی: Earldom of Chester و زبان ولزی: Iarll Caer)یکی از قدرتمندترین فرمانداران قرون وسطی انگلستان بود که که قلمروش تا چشیر و فلینتشر هم گسترش داشت. از تاریخ ۱۳۰۱ میلادی این لقب معمولاً فقط به اشراف اهل انگلستان داده می‌شد ولی از اواخر قرن ۱۴ این لقب به شاهزاده‌های ولز اعطا گردید.

## ناحیه ارل‌نشین چستر
ناحیه چشیر از قرن یازده به بعد همواره تحت تسلط کنت‌های فرانسوی-نورمن بوده‌است که محدوده آن کل انگلستان را در برمی گرفت. در اواخر قرن دوازده میلادی کنتهای این منطقه شروع به پایه‌گذاری یک شبه پادشاهی را کردند که سرانجام منجر به تأسیس سلسله پالتاین در چستر و فلینت گردید.